# 苓雅區
22°37′37″N 120°19′35″E / 22.6268814°N 120.3262535°E
苓雅區古稱「苓雅寮」，二戰後曾一度易名為「連雅區」，位於臺灣高雄市西南部，市中心中部，北臨三民區，西北連新興區、前金區，西隔愛河與鹽埕區、鼓山區為界，南接前鎮區，東鄰鳳山區，是高雄市政府四維行政中心、高雄市文化中心的所在地。
本區地勢平坦，氣候屬熱帶季風氣候，產業以工商業為主，高雄地標高雄85大樓亦位於本區。

## 歷史
苓雅區之地名，源自該區靠海岸的一部分「苓仔寮」。「苓仔」意指漁網。本區因為濱海而漁產豐盛，早期漁民捕魚後，便在岸邊興建一個存放網具的場所，故得名，後因取諧音及雅字，改為「苓雅寮」。
明鄭時期便有張、王、吳、方及陳姓隨軍來本區五塊厝地區開墾。清代，隨著鳳山縣城遷往鳳山，因著地利之便而逐漸發展起來。
清朝統治時，苓雅寮一帶隸屬於鳳山縣大竹里。1897年台灣日治時期，苓雅寮屬於鳳山縣，並在1898年改隸台南縣。
1901年時，再成為鳳山廳下的苓雅寮庄；1909年，苓雅寮成為台南廳下的打狗支廳大竹里所管。1920年高雄州成立後，苓雅寮成為高雄郡高雄街下一大字；高雄街並在1924年改為高雄市。
戰後，苓雅寮與過田子、林德官及五塊厝共四個舊部落（日治時期設大字）組成苓雅區，一度易名為「連雅區」；1952年恢復原名苓雅區至今。苓雅區直到數十年前仍有許多大片農田，今多已開發為市區。
2014年7月31日深夜，苓雅區與相鄰的前鎮區發生大規模氣爆事件。

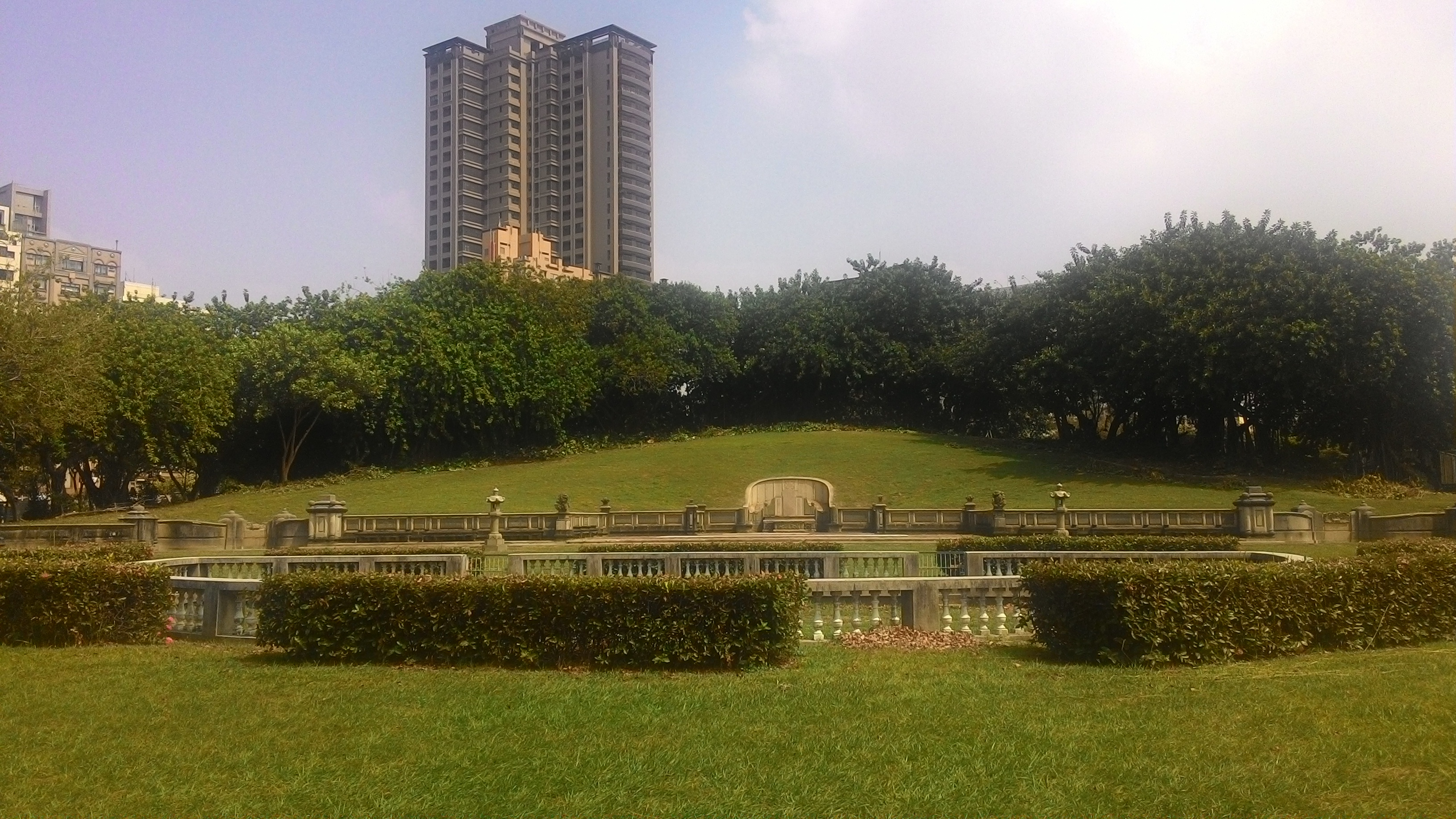
苓雅區紀事碑
苓雅區四個聚落今日的分界

## 人口
根據高雄市政府民政局及內政部戶政司統計，2024年底苓雅區戶數約7.6萬戶，人口約16.3萬人，人口密度每平方公里約2萬人，是高雄市人口密度第二高的行政區（僅次於新興區）。區內人口最多與最少的里分別是正大里與城西里，2024年底兩里人口分別為5,560人與524人。與高雄市其他地區相同，苓雅區面臨少子化與人口老化的問題，2024年底時，苓雅區0至14歲人口佔比僅有10.58%，15至64歲人口約佔64.53%，24.89%是65歲以上人口。

## 政治

### 歷任首長
| 區長姓名 | 區長任期                | 備註 |
| -------- | ----------------------- | ---- |
| 陳冠雄   | 1945年12月 - 1946年11月 |      |
| 林 界    | 1946年11月 - 1948年3月  |      |
| 葉瑞海   | 1948年4月 - 1951年6月   |      |
| 陳瑞玉   | 1951年6月 - 1953年4月   |      |
| 陳清心   | 1953年4月 - 1956年6月   |      |
| 陳取和   | 1956年6月 - 1967年4月   |      |
| 陳清心   | 1967年4月 - 1968年6月   |      |
| 宋丁貴   | 1968年7月 - 1975年5月   |      |
| 楊壬生   | 1975年5月 - 1982年3月   |      |
| 郭哲雄   | 1982年3月 - 1985年1月   |      |
| 郭英雄   | 1985年1月 - 1988年2月   |      |
| 林焜田   | 1988年2月 - 1995年8月   |      |
| 冬啟程   | 1995年8月 - 2001年12月  |      |
| 陳文成   | 2002年1月 - 2004年9月   |      |
| 郭金池   | 2004年9月 - 2007年10月  |      |
| 蔡柏英   | 2007年10月 - 2011年1月  |      |
| 嚴文彬   | 2011年4月 - 2012年10月  |      |
| 藍美珍   | 2012年10月 - 2016年2月  |      |
| 陳進德   | 2016年2月 - 2022年4月   |      |
| 鄭美華   | 2022年4月 - 現任        |      |

### 區政組織
苓雅區公所是高雄市政府在苓雅區的派出機關，在中華民國政府架構中為市政府綜理區政的執行機關，上級業務監督機關為高雄市政府。区长由市長任命，其任期為無任期保障。在區長及主任秘書之下，設有4課4室等8個內部單位。

### 行政區劃
| 苓雅區行政區劃 |
| 博仁里 苓洲里 苓昇里 苓中里 苓雅里 苓東里 田西里 鼓中里 城北里 城西里 意誠里 人和里 城東里 仁政里 廣澤里 美田 華堂里 和煦里 日中里 晴朗里 普照里 林安里 林圍里 林富里 普天 尚義里 中正里 林南里 林泉里 林中里 林西里 林興里 光華里 林華里 林貴里 林榮里 英明里 林德里 同慶里 凱旋里 安祥里 朝陽里 福隆里 福康里 福海里 福地里 福人里 福居里 福東里 林靖里 福祥里 福西里 福壽里 奏捷里 福南里 永康里 正大里 正言 正文 五權里 正義里 衛武里 民主里 五福里 正心 正道里 文昌里 正仁里 建軍里 |

## 宗教信仰

### 道教和臺灣民間信仰

#### 苓雅寮
- 高雄鼓山亭：創建於1768年，為全國保生大帝廟宇聯誼會名列古廟之一。
- 苓雅寮安瀾宮：創建於1766年，又名頂寮安瀾宮，主祀天上聖母。
- 聖公媽廟：主神神像不公開，隱身在廟中的小屋裡。

#### 過田仔
- 過田仔北極殿：主祀北極玄天上帝，香火源自台南下營北極殿。
- 北極金殿：主祀北極玄天上帝，為過田仔地區繼過田仔北極殿後第二間奉祀玄天上帝的廟宇。
- 高雄意誠堂：創建於1899年，主祀關聖帝君。
- 高雄樹中廟[9]：主祀福德正神，為高雄市最小的土地公廟。

#### 林德官
- 林德官代天府：主祀李府千歲，為民間俗稱的「樓頂廟」。
- 林德官德興殿：創建於1828年，主祀神農大帝。
- 修齊殿：主祀葉府千歲與配祀其他千歲，合稱七府千歲。

#### 五塊厝
- 高雄關帝廟：舊名為「五塊厝武廟」，於清康熙年間就已存在。
- 五塊厝慈聖宮：主祀保生大帝，也是舉行徒步晉香的醫神廟之一。
- 五塊厝關帝殿：創建於清朝光緒年間，為五塊厝地區繼高雄關帝廟後第二間奉祀關聖帝君的廟宇。
- 高東天后宮：香火源自澎湖東衛天后宮。
- 五塊厝修福殿：主祀北極玄天上帝，為當地民眾之宗教信仰重心。

### 佛教
- 高雄市佛教會
- 佛光山高雄佛教堂
- 復興淨寺

### 基督宗教
| 宗派                             | 教會（禮拜堂 / 聖堂） |
| -------------------------------- | --- |
| 天主教                           | 玫瑰聖母聖殿主教座堂、聖味增德堂、聖文生堂 |
| 歸正宗長老會（臺灣基督長老教會） | 苓雅教會、光華教會、羅雅教會、三多教會、永生教會、信愛教會、中正教會、正義教會、大仁教會、五福教會 |
| 浸禮宗（浸信會）                 | 高雄浸宣武昌教會、財團法人基督教浸禮聖經會高雄會幕堂 |
| 循道宗（衛理會）                 | 財團法人中華基督教衛理公會高雄榮光堂 |
| 召會                             | 高雄市召會（四維路會所、同慶路會所） |
| 其他                             | 基督教高雄歸正福音教會、財團法人高雄基督徒聚會、高雄榮光教會、財團法人基督教中華聖召會、基督教高雄牧恩教會、活水泉基督教會、基督教高雄宣教教會、高雄芥菜種真道教會、一心恩典教會、高雄全牧教會、三一豐收教會、基督教豐盛教會 |

### 伊斯蘭教
- 高雄清真寺

## 教育

### 大專院校
- 國立高雄師範大學和平校區
- 國立中山大學苓雅校區[10]
- 實踐大學高雄校區教學中心

### 高級中等學校
- 國立高雄師範大學附屬高級中學
- 高雄市立中正高級中學
- 高雄市私立復華高級中學
- 高雄市私立道明高級中學
- 高雄市私立三信高級家事商業職業學校

### 國民中學
- 高雄市立苓雅國民中學
- 高雄市立五福國民中學
- 高雄市立大仁國民中學
- 高雄市立英明國民中學
- 國立高雄師範大學附屬高級中學國民中學部
- 高雄市立中正高級中學國民中學部
- 高雄市私立道明高級中學國民中學部
- 高雄市私立復華高級中學國民中學部
- 高雄市日僑學校中學部

### 國民小學
- 國立高雄師範大學附屬高級中學國民小學部
- 高雄市苓雅區苓洲國民小學
- 高雄市苓雅區四維國民小學
- 高雄市苓雅區凱旋國民小學
- 高雄市苓雅區福康國民小學
- 高雄市苓雅區五權國民小學
- 高雄市苓雅區中正國民小學
- 高雄市苓雅區成功國民小學
- 高雄市苓雅區福東國民小學
- 高雄市日僑學校小學部

### 特殊教育
- 高雄市立高雄特殊教育學校

## 交通

### 鐵路
臺灣鐵路公司
- 屏東線：正義車站

### 捷運
高雄捷運
- █ 紅線：R8三多商圈站
- █ 橘線：O7文化中心站 - O8五塊厝站 - O9苓雅運動園區站 - O10衛武營站
- █ 環狀輕軌：C8高雄展覽館站 - C9旅運中心站 - C10光榮碼頭站 & C35凱旋武昌站 - C34五權國小站 - C33衛生局站 - C32凱旋公園站 - C31聖功醫院站

### 公路
- 國道一號（中山高速公路）
  - 367B 高雄、367C 高雄（建國路、中正路、三多路出口）
- 台1戊線：建國一路
- 台17線：中山二路

### 主要道路
- 三多一路、三多二路、三多三路、三多四路
- 四維一路、四維二路、四維三路、四維四路
- 五福一路
- 中正一路
- 凱旋一路、凱旋二路、凱旋三路
- 光華一路
- 民權一路
- 中華四路
- 成功一路

### 未來
高雄捷運
- 黃線（興建中）
  - 建工民族線：Y12 - Y13 - Y14三多商圈站 - Y15旅運中心站
  - 澄清五甲線：Y18衛武營站

## 旅遊

### 地標
- 新光碼頭
- 光榮碼頭
- 高雄85大樓
- 陳中和紀念館
- 高雄八二三臺海戰役紀念碑

### 藝文場館

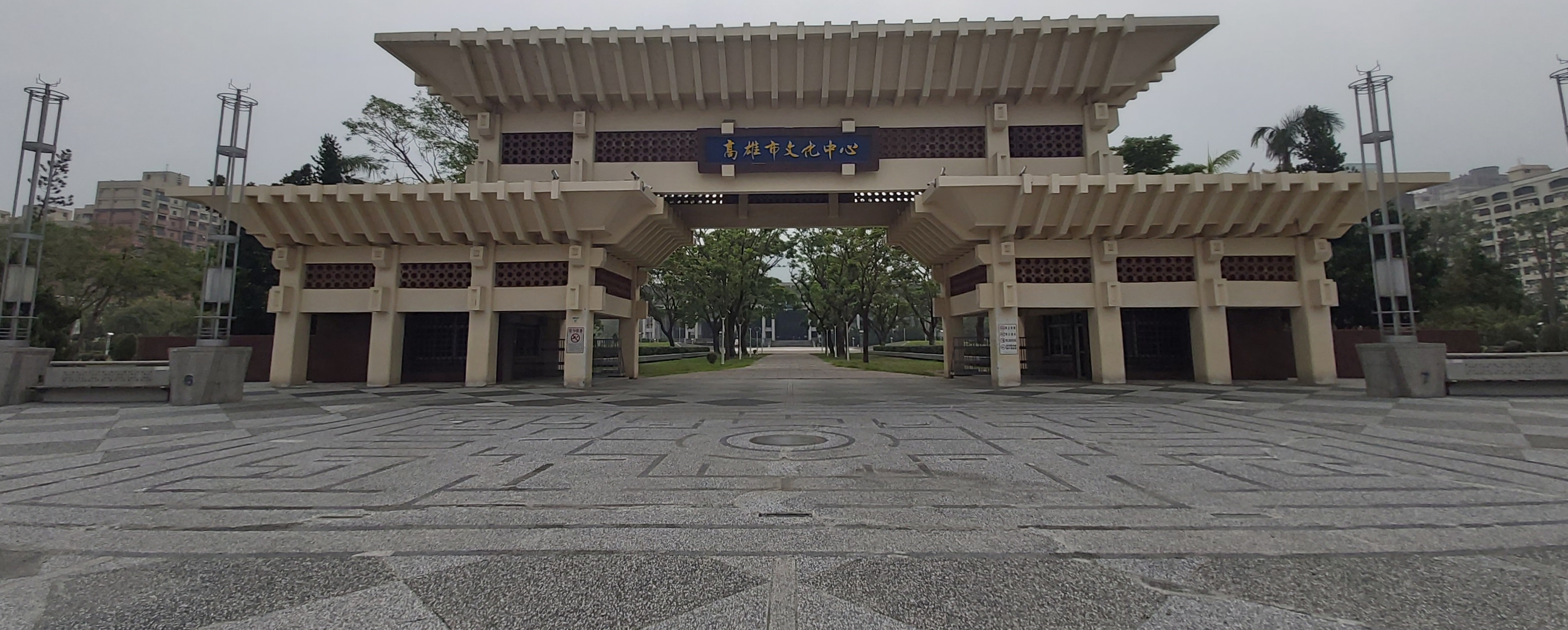
高雄市文化中心

- 高雄市文化中心

### 公園
- 生日公園
- 正道公園
- 福安公園
- 五塊厝公園
- 南凱旋公園
- 北凱旋公園
- 自來水公園
- 河南河北公園
- 四維香花公園
- 衛武營都會公園
- 高雄氣爆紀念園區

### 商店街

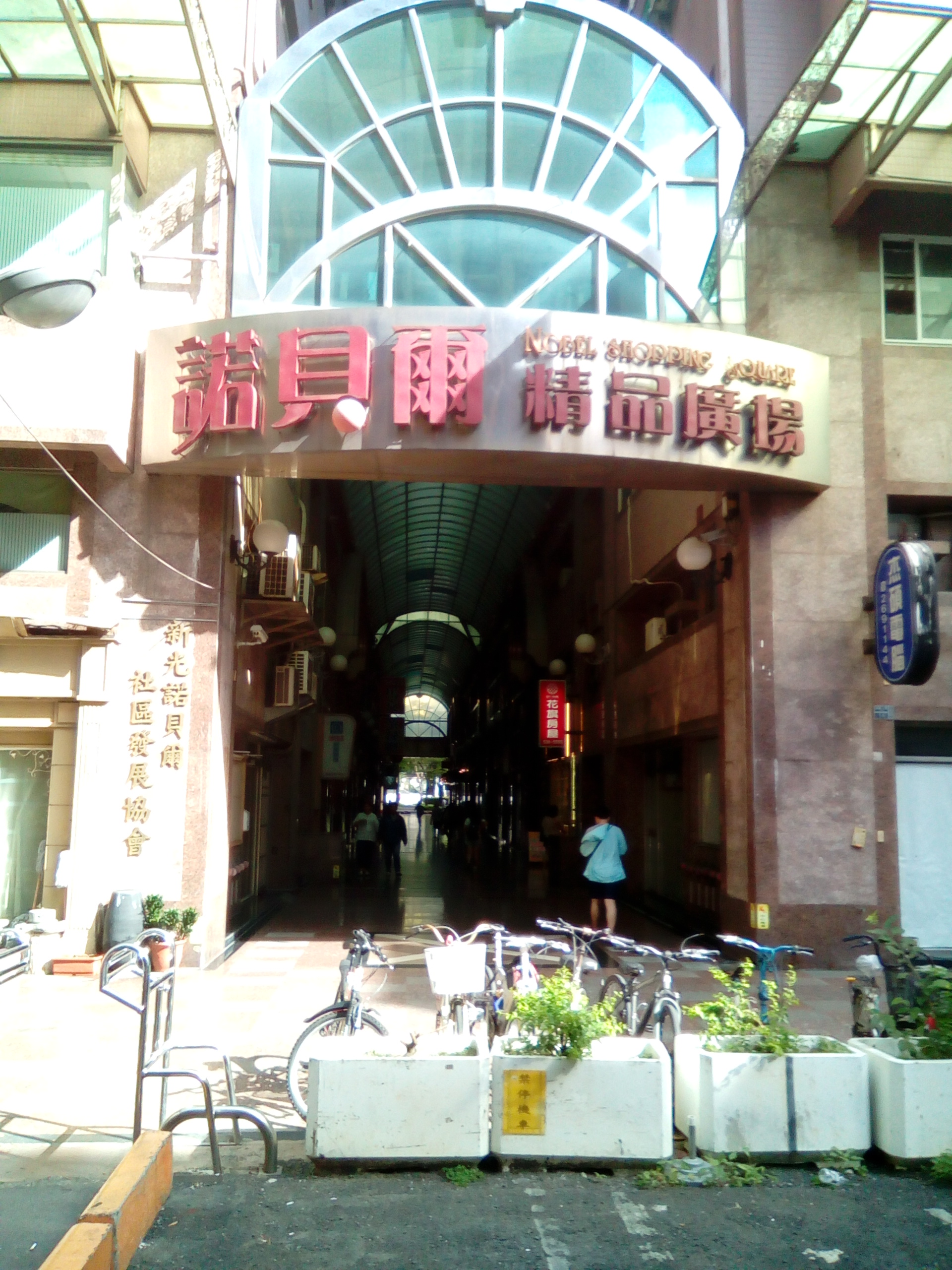
隱身苓雅鬧區內的諾貝爾精品廣場

- 諾貝爾精品廣場

### 夜市
- 忠孝夜市
- 興中觀光夜市
- 自強夜市 （近大立、漢神百貨）
- 明德夜市 （三信家商後 星期四）
- 武漢夜市 （三信家商斜對面三商旁 星期日）

### 百貨公司
- 高雄大遠百
- 新光三越百貨三多店
- 遠東SOGO百貨

### 賣場
- 家樂福高雄大順店（台灣首間家樂福，1989年開幕，2013年歇業）
- 特力屋高雄大順店

## 外部連結
- 高雄市苓雅區公所 （页面存档备份，存于）
- 高雄市苓雅區戶政事務所
- 高雄市苓雅區衛生所